# 釋恆實
恒實法師（英語：Heng Sure，1949年10月31日—）是美國學者、教育家、佛教徒。生於美国俄亥俄州托莱多的一个律師家庭，受到正規傳統教育，因有緣結識在美國弘揚佛法的宣化上人，最後在其門下剃度出家，成為美国著名的漢傳佛教僧侣。法師學識淵博，精通英文、中文、法文、日文，獲得美國聯合神學研究院博士學位，現任法界宗教研究院教授、法界佛教總會董事會主席。
恒實法師還是一位出色的佛教音樂家，擅長演奏吉他，他演唱的佛曲成為網上的流行經典。2008年，他發行了第一張音樂專輯“波羅蜜多：美國佛教民間歌曲（Paramita: American Buddhist Folk Songs）”。

## 生平
1949年10月31日出生在美國俄亥俄州托萊多，在條件優越的中產階級家庭渡過愉快的童年，後畢業於美國大衛斯高级中学。
1976年，恒實法師在加州大學柏克萊分校東方語言系畢業，獲得碩士學位。
1976年，恒實法師在加利福尼亚州尤奇亞曇昧治鎮的萬佛聖城剃度出家，師從释宣化，根據中國傳統大乘佛教受具足戒。
1977年6月，恒實法師與恒朝法師（Dr. Martin Verhoeven）一起開始虔敬朝聖之旅，自南加州帕薩得納市金輪聖寺出發，沿海岸公路每三步即五體投地一拜，直到北加州尤奇亞萬佛聖城，全程約1300公里，歷時兩年半，於1979年11月抵達目的地。兩位聖者每天將朝禮功德迴向世界和平。恒實法師在整個旅程及之後兩年時間內，踐履“完全止語”修行。
1990年5月及1995年12月，恒實法師曾赴上海龍華寺參與傳授三壇大戒。
2003年，恒實法師獲得聯合神學研究院博士學位。
2006年9月，法界佛教總會首次組團訪問中國。恒實法師、萬佛聖城方丈恒律法師、本會董事恒斌法師、馬來西亞法界觀音聖寺住持恒章法師，及香港大嶼山慈興禪寺監院恒興法師，率領居士 32人，前往中國進行14天系列參觀訪問。
2007年10月，法界佛教總會第二次組團訪問中國。2009年11月，法界佛教總會第三次組團訪問中國。11月6日，恒實法師應邀在北京大學秋林報告廳舉辦了“佛教到西方：變化與挑戰”專題講座。
2018年10月，參加在福建莆田舉行的第五屆世界佛教論壇，並在閉幕式上與宗性法師一起宣讀《第五屆世界佛教論壇宣言》。

## 亲属
- 父親：詹姆斯-弗朗西斯·克勞沃利 (James Francis Clowery；1921-1970)
- 母親：德博拉-凱爾·米特可芙（Deborah Kerr Metcalf；1924-2014）
- 哥哥：斯梯玢·克勞沃利 （Stephen Clowery）
- 妹妹：伊麗莎白·克勞沃利 （Elizabeth Clowery）